# 도미닉 매클로클린
도미닉 매클로클린(영어: Dominic McLaughlin)은 영국 스코틀랜드의 배우이다. 드라마 《해리 포터》에서 해리 포터 역으로 캐스팅되었다.